# Trehörnesjön (Svarteborgs socken, Bohuslän)
Trehörnesjön är en sjö i Munkedals kommun i Bohuslän och ingår i Örekilsälvens huvudavrinningsområde. Sjön är 7,1 meter djup, har en yta på 0,05 kvadratkilometer och befinner sig 105,9 meter över havet.